# مانه (بازیکن فوتبال، زاده ۱۹۸۱)
مانه (انگلیسی: Mané؛ زادهٔ ۲۱ دسامبر ۱۹۸۱) بازیکن فوتبال اهل اسپانیا است.
از باشگاه‌هایی که در آن بازی کرده‌است می‌توان به باشگاه فوتبال اتلتیکو مادرید، باشگاه فوتبال رئال مورسیا، باشگاه فوتبال آلمریا، باشگاه فوتبال مکابی تل آویو، باشگاه فوتبال ختافه، و باشگاه فوتبال اتلتیکو مادرید بی اشاره کرد.